# L.A. Rush (jeu vidéo)
Pour le film, voir L.A. Rush.
L.A. Rush est un jeu vidéo de course développé par Midway Studios Newcastle et édité par Midway Games, sorti en 2005 sur Windows, PlayStation 2, Xbox Gizmondo et PlayStation Portable.
La version PSP s'intitule simplement Rush en Amérique du Nord.

## Accueil
- Jeuxvideo.com : 12/20 (PSP)[1]